# 赖特陨石坑
赖特陨石坑（Wright）是月球正面南半部一座年轻的大撞击坑，约形成于32-11亿年前的爱拉托逊纪，其名称取自美国光学家及地球物理学家弗雷德里克·尤金·赖特(Frederick Eugene Wright，1877年-1953年)、英国天文学家暨数学家汤姆斯·赖特(1711年-1786年)以及美国天文学家威廉·哈蒙德·賴特(1871年-1959年)，1964年被国际天文学联合会批准接受。

## 描述

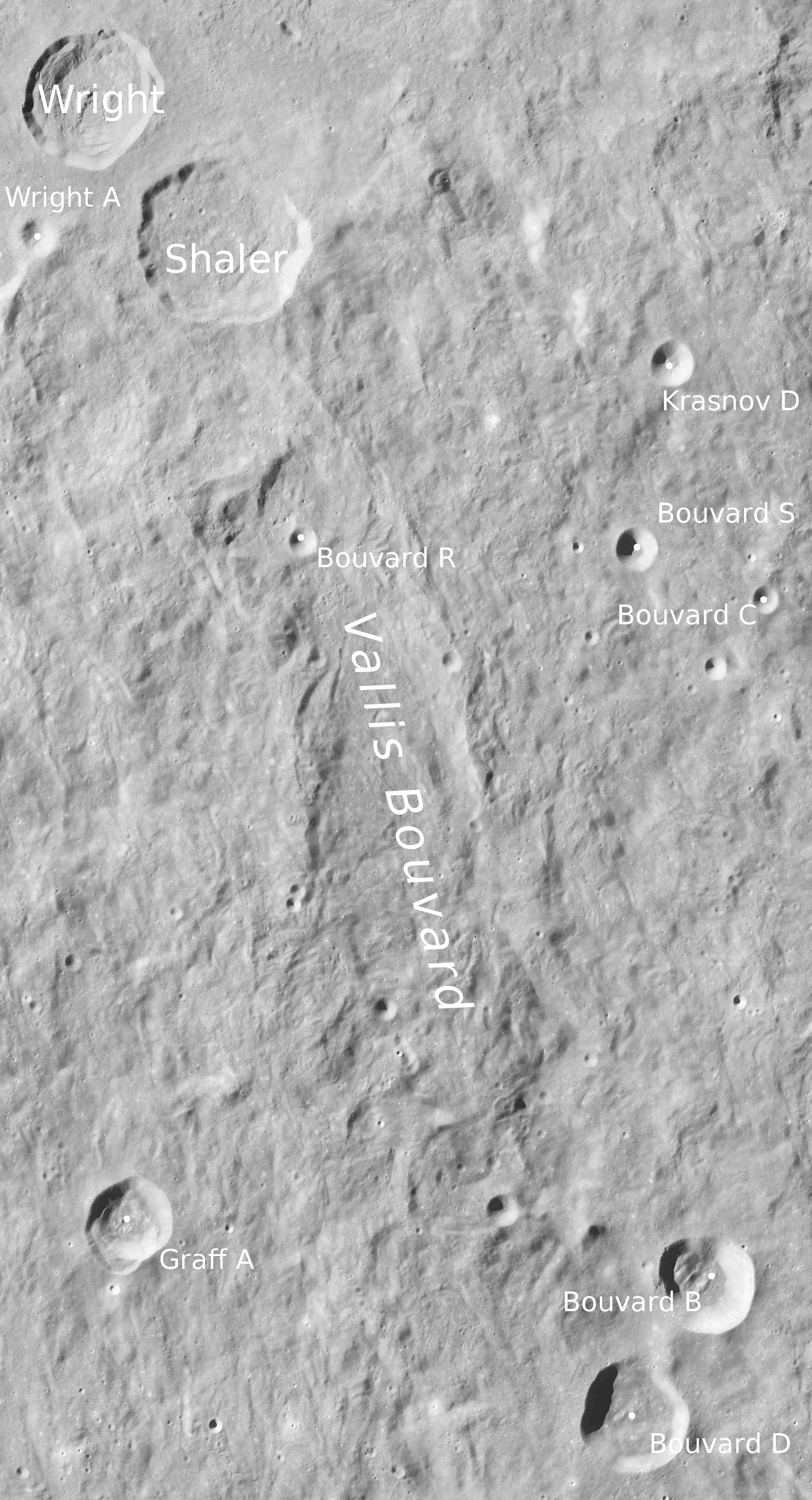
赖特陨石坑的周边， 月球勘测轨道飞行器拍摄。

该陨坑坐落在环东方海的鲁克山脉与科迪勒拉山脉之间不规则的平原上，往西北越过鲁克山脉则是小陨坑舒莱金、北面毗邻佩蒂特陨石坑和尼克尔森陨石坑、克拉斯诺夫陨石坑位于它的东北偏东、东南及西南偏西分别坐落了沙勒陨石坑和福卡陨石坑，而布瓦尔月谷则分布在它的东南偏南方。该陨坑中心月面坐标为31°33′S 86°44′W / 31.55°S 86.74°W，直径40.2公里，深度4.03公里。
赖特陨石坑的坑壁轮廓有些不规则，东侧壁向外凸出。坑壁稍受侵蚀，但边沿仍较尖峭清晰，部分内侧壁分布有塌落形成的陡峭崖坡。赖特陨石坑坑壁高出周边地形1020米，内部容积约1100公里3。坑底地形崎岖不平，散布着一些山脊和山丘。
卫星坑"赖特 A"坐落在科迪勒拉山脉边缘，距赖特陨石坑西南偏南20公里处。
由于该陨坑所处的位置，从地球上看它几乎接近月球的边沿，因此，对其细节的观察受到限制。另外，由于月球在轨道上的摄动，它有时也会从视线中消失。火星上也有一座同名的撞击坑。

## 卫星陨石坑
按惯例，最靠近赖特陨石坑的卫星坑将在月图上以字母标注在该坑的中心点旁。

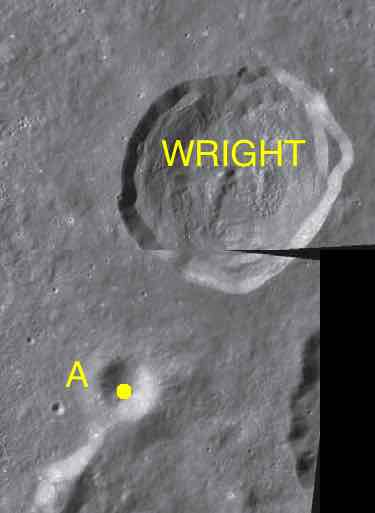
LAC-91与LAC-123拼接图

| 赖特 | 纬度    | 经度    | 直径    |
| ---- | ------- | ------- | ------- |
| A    | 32.8° S | 87.2° W | 11 公里 |

## 另请参阅
- 1747 赖特
- 赖特撞击坑